# Brand New Bein'
Albums de Sadat X
Generation X
(2008) Wild Cowboys II
(2010)
Brand New Bein' est le cinquième album studio de Sadat X, sorti le 5 mai 2009.

## Liste des titres
| No  | Titre                                                | Contient un (des) sample(s) de                                                              | Durée |
| --- | ---------------------------------------------------- | ------------------------------------------------------------------------------------------- | ----- |
| 1.  | All for One '08                                      |                                                                                             | 3:59  |
| 2.  | Nuthin' (featuring CL Smooth)                        |                                                                                             | 4:02  |
| 3.  | Go Slow (featuring Jak D et Twan)                    |                                                                                             | 4:33  |
| 4.  | Breathe (Interlude)                                  |                                                                                             | 0:44  |
| 5.  | Blow Up da Spot (featuring KRS-One et Rahzel)        |                                                                                             | 4:55  |
| 6.  | The Natural                                          | New York d'AZ featuring Ghostface Killah et Raekwon                                         | 3:40  |
| 7.  | Lyrics? (featuring Craig G)                          | Top Billin' d'Audio Two Mortal Thought de KRS-One My Philosophy des Boogie Down Productions | 4:06  |
| 8.  | Bullseye (featuring Buckshot et Jak D)               |                                                                                             | 4:17  |
| 9.  | Goin' Back                                           |                                                                                             | 3:47  |
| 10. | Brand New Bein' (featuring Lord Jamar et Grand Puba) |                                                                                             | 4:21  |
| 11. | Unforgettable (featuring Poison Pen et Jak D)        |                                                                                             | 3:49  |
| 12. | Wait a While (Interlude)                             |                                                                                             | 0:34  |
| 13. | Teach the Children                                   |                                                                                             | 2:51  |
| 14. | Gamer (featuring C-Rayz Walz et Okwerdz)             | Juicy de The Notorious B.I.G. The Bizness de De La Soul et Common                           | 3:45  |
| 15. | Smallest Violin (featuring Jak D et Craig)           |                                                                                             | 4:44  |
| 16. | I Can’t Forget… Outro                                |                                                                                             | 4:07  |